# Myansegestria
Genre
Myansegestria est un genre éteint d'araignées aranéomorphes de la famille des Segestriidae.

## Distribution
Les espèces de ce genre ont été découvertes  dans de l'ambre de Birmanie. Elles datent du Crétacé.

## Liste des espèces
Selon The World Spider Catalog 16.0 :
- †Myansegestria caederens Wunderlich, 2015
- †Myansegestria engin Wunderlich, 2015

## Publication originale
- (en) Wunderlich, 2015 : On the evolution and the classification of spiders, the Mesozoic spider faunas, and descriptions of new Cretaceous taxa mainly in amber from Burmese (Burma) (Arachnida: Araneae). Beiträge zur Araneologie, vol. 9, p. 21–408.